# Martin Jacobson
Martin Jacobson (Stockholm, 30 juni 1987) is een Zweeds professioneel pokerspeler. Hij won onder meer het Main Event van de World Series of Poker 2014 en daarmee de officieuze wereldtitel pokeren. Jacobson verdiende tot en met mei 2021 meer dan $17.000.000,- in live pokertoernooien (cashgames niet meegerekend).

## Wapenfeiten
Jacobsen speelde zich in oktober 2008 voor het eerst in het prijzengeld op een van de drie grote tours in het pokeren door meteen ook zijn eerste finaletafel in te bereiken. Hij eindigde die maand als derde in het  €4.000 + 350 No Limit Hold'em-toernooi van een European Poker Tour (EPT)-evenement in Boedapest, goed voor een geldprijs van €197.904,-. Jacobsens eerste geldprijs op de World Poker Tour (WPT) volgde zeven maanden later, ook hierop door zich meteen voor een finaletafel te kwalificeren. Hij werd destijds tweede in het €4.000 + 400 No Limit Hold'em-toernooi van WPT Venetië 2009, achter zijn landgenoot Ragnar Astrom. Hiermee won hij €238.840,-. Jacobsen eerste prijs op de World Series of Poker (WSOP) volgde een maand daarna, toen hij achtste werd in het $1.500 No Limit Hold'em-toernooi van de WSOP 2009, goed voor $65.486,-.

## WSOP 2014
Jacobsen bereikte tot en met juni 2014 meer dan tien finaletafels op evenementen van de WPT, WSOP en EPT, zonder er een van te winnen. In juli van dat jaar kwalificeerde hij zich vervolgens voor The November Nine van de World Series of Poker 2014, de eindstrijd tussen de negen laatst overgeblevenen in het grootste toernooi van het evenement. Na één dag waren daarvan alleen Jacobsen, de Noor Felix Stephensen en de Nederlander Jorryt van Hoof nog over. Na een kleine drie uur op dag twee schakelde Jacobsen Van Hoof uit toen die met A♦5♦ all in ging met zijn resterende 46.2 miljoen chips, een kleine 25% van het totale aantal in het spel. Jacobson callde met A♠10♣ en een suck-out bleef hem bespaard. Anderhalf uur later had Jacobsen inmiddels 172.000.000 chips, Stephensen nog 28.500.000. De eerstvolgende hand ging de Noor all in met A♥9♥. Jacobsen callde met 10♥10♦ en stond voor. Na het zien van de flop (3♠ 9♣ 10♣) werd die voorsprong alleen maar groter. De turn (K♦) en de river (4♣) veranderden niets meer, waardoor Jacobsens eerste grote titel de officieuze wereldtitel werd.

## WSOP-titels
| Jaar                       | Toernooi                                      | Prijs         |
| -------------------------- | --------------------------------------------- | ------------- |
| World Series of Poker 2014 | $10.000 World Championship - No Limit Hold'em | $10.000.000,- |

Moss (3) · Slim · Pearson · Roberts · Brunson (2) · Baldwin · Fowler · Ungar (3) · Straus · McEvoy · Keller · Smith · Johnston · Chan (2) · Hellmuth · Matloubi · Daugherty · Dastmalchi · Bechtel · Hamilton · Harrington · Seed · Nguyen · Furlong · Ferguson · Mortensen · Varkonyi · Moneymaker · Raymer · Hachem · Gold · Yang · Eastgate · Cada · Duhamel · Heinz · Merson · Riess · Jacobson · McKeehen · Nguyen · Blumstein · Cynn · Ensan · Salas · Aldemir · Jørstad  · Weinman · Tamayo